# 神田圭介
神田 圭介（かんだ けいすけ、1992年1月29日 - ）は、日本のサッカー選手。ポジションはフォワード。

## 来歴
鹿島アントラーズユースに所属していた2009年、U-17日本代表に選出され、ナイジェリアで開催されたU-17ワールドカップに出場した。日本代表はグループステージ3戦全敗で敗退した。その後は大阪学院大学でプレーした。

## 代表歴
- U-17日本代表
  - 2009 FIFA U-17ワールドカップ; グループステージ敗退